# Alfred Kienzle
Alfred Kienzle   (Stuttgart, 1 de maig de 1913 - Reims, 4 de setembre de 1940) va ser un waterpolista alemany que va competir durant la 1930.
El 1936 va prendre part en els Jocs Olímpics de Berlín, on va guanyar la medalla de plata en la competició de waterpolo. El 1938 guanyà la medalla de plata al Campionat d'Europa.
Morí al camp de batalla durant la Segona Guerra Mundial.